# Xiphophorus alvarezi
Xiphophorus alvarezi es una especie de peces de la familia de los pecílidos en el orden de los ciprinodontiformes.

## Morfología
Las hembras pueden alcanzar los 7,5 cm de longitud total.

## Distribución geográfica
Se encuentran en América: México (Chiapas) y Guatemala.